# Amber Rose Revah
Amber Rose Revah (London, 1986. június 24. –) angol színésznő.
Ismertebb alakítása volt Hala Huszein, Szaddám Huszein lánya A Szaddám-klán (2008) című minisorozatban, továbbá Mária Magdolna A Biblia (2013) című minisorozatban és az Isten fia (2014) című filmben. Egyéb, fontosabb filmes szerepei közé tartozik a Párizsból szeretettel (2010) című akciófilm. 
A Netflix A Megtorló című sorozatában 2017 és 2019 között főszereplőként játszotta Dinah Madani ügynököt.

## Filmográfia

### Film
| Év   | Magyar cím            | Eredeti cím            | Szerep                            | Megjegyzések                  |
| ---- | --------------------- | ---------------------- | --------------------------------- | ----------------------------- |
| 2007 | Az észrevétlen világ  | The World Unseen       | Begum                             |                               |
| 2008 | Elveszed az eszem     | I Can't Think Straight | Yasmin                            |                               |
| 2009 |                       | Henna Night            | Amina                             | rövidfilm                     |
| 2009 | Agora                 | Agora                  | Sidonia, keresztény rabszolgalány |                               |
| 2009 |                       | Taylors Trophy         | lány Lester álmaiban              | rövidfilm                     |
| 2010 | Párizsból szeretettel | From Paris with Love   | Nichole                           | magyar hangja Bánfalvi Eszter |
| 2011 | Az ördög dublőre      | The Devil's Double     | menyasszony                       |                               |
| 2011 |                       | Everywhere and Nowhere | Yasmin                            |                               |
| 2011 |                       | Aazaan                 | Sofiya                            |                               |
| 2011 |                       | Love After Sunrise     | –                                 | rövidfilm                     |
| 2014 | Isten fia             | Son of God             | Mária Magdolna                    | magyar hangja Bánfalvi Eszter |
| 2016 |                       | London Life            | Anita                             |                               |

### Televízió
| Év        | Magyar cím             | Eredeti cím                | Szerep                       | Megjegyzések            |
| --------- | ---------------------- | -------------------------- | ---------------------------- | ----------------------- |
| 2008      | A Szaddám-klán         | House of Saddam            | Hala Huszein (Szaddám lánya) | minisorozat (2 epizód)  |
| 2011      | Borgia                 | Borgia                     | Maacah Bat-Talmai            | 3 epizód                |
| 2012      | Edwin Drood rejtélye   | The Mystery of Edwin Drood | Helena Landless              | minisorozat (2 epizód)  |
| 2013      | A Biblia               | The Bible                  | Mária Magdolna               | minisorozat (4 epizód)  |
| 2013      |                        | What Remains               | Vidya Khan                   | minisorozat (4 epizód)  |
| 2014      |                        | Women of the Bible         | Mária Magdolna               | tévéfilm                |
| 2015      | Foyle háborúja         | Foyle's War                | Lea Fisher                   | 1 epizód                |
| 2015      | A néma szemtanú        | Silent Witness             | Yasmin Doshi                 | 2 epizód                |
| 2015–2016 |                        | Indian Summers             | Leena Prasad                 | minisorozat (14 epizód) |
| 2016      | Kisvárosi gyilkosságok | Midsomer Murders           | Jessica Myerscough           | 1 epizód                |
| 2017      | Emerald City           | Emerald City               | Miranda                      | 4 epizód                |
| 2017–2019 | A Megtorló             | The Punisher               | Dinah Madani                 | főszereplő (26 epizód)  |

## Fordítás
- Ez a szócikk részben vagy egészben  az   Amber Rose Revah című angol Wikipédia-szócikk fordításán alapul.  Az eredeti cikk szerkesztőit annak laptörténete sorolja fel. Ez a jelzés csupán a megfogalmazás eredetét és a szerzői jogokat jelzi, nem szolgál a cikkben szereplő információk forrásmegjelöléseként.